# Micrometro di Galileo
Il micrometro di Galileo Galilei è un oggetto ideato da Galileo Galilei.
Dopo aver scoperto i satelliti di Giove, Galileo (1564-1642) ne seguì per diversi giorni le evoluzioni. Per misurare con precisione la distanza di ciascun satellite dal pianeta Galileo concepì un dispositivo, detto "micrometro". Secondo la descrizione di Giovanni Alfonso Borelli (1608-1679), il micrometro consisteva in un regolo con 20 divisioni uguali. Il dispositivo s'innestava sul cannocchiale e poteva scorrere lungo il suo tubo.
Galileo osservava con un occhio il sistema di Giove al cannocchiale, mentre con l'altro occhio guardava il micrometro illuminato da una lanterna. Regolava poi la distanza del micrometro in modo da far coincidere l'intervallo fra due divisioni della scala graduata col diametro apparente del pianeta. In questo modo, Galileo sovrapponeva il campo di vista del cannocchiale al micrometro. Egli poteva così misurare la distanza di ciascun satellite dal pianeta in raggi di Giove.